# Weisheitstempel

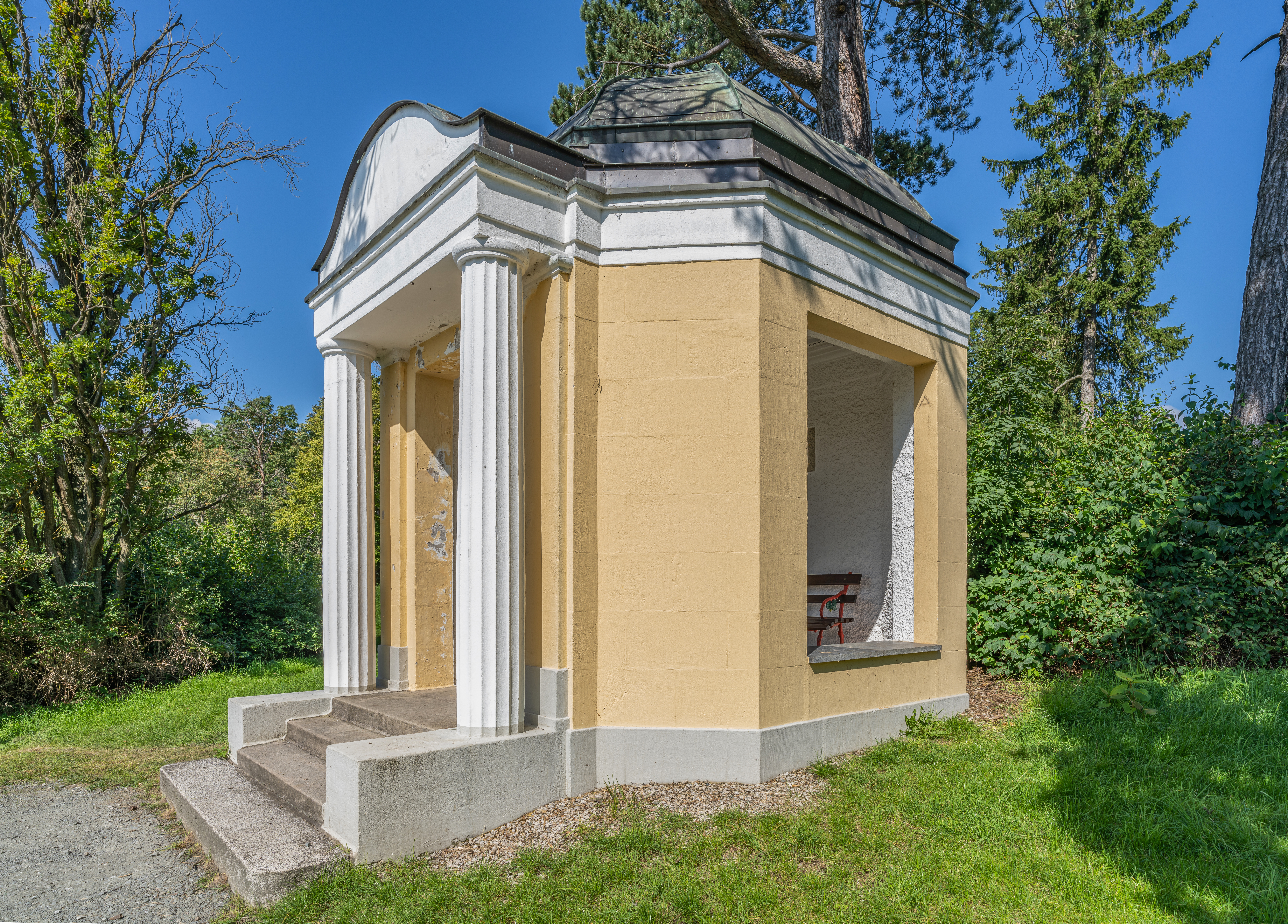
Weisheitstempel (2021)

Der Weisheitstempel ist ein Pavillon in Hof, im Stadtpark Theresienstein, östlich des Gumpertsreuther Wegs in der sogenannten Weißmath-Anlage. Er wurde 1907 von den drei Brüdern Carl, Jean (Hans) und Georg Weisheit der Bevölkerung ihrer Geburtsstadt Hof gestiftet. Eine andere Quelle nennt als Stifter „Carl und Georg Weisheit mit ihrer Schwester“.

## Beschreibung
Der Pavillon ist stilistisch an die griechische Antike angelehnt, achteckig und leicht in die Länge gestreckt. An den Seitenflanken ist er rechteckig geöffnet, die Rückwand ist geschlossen. Zum Eingang führen vier Stufen, flankiert von zwei kannelierten dorischen Säulen, die einen geradlinig auslaufenden Segmentbogengiebel tragen. Ein bauchiges Kuppeldach aus Kupferblech schützt den Tempelbau von oben.